# لولئو
لولئو (به سوئدی: Luleå) در ناحیه شهری (کُمون) لولئو در کشور سوئد واقع شده‌است. جمعیت این شهر ۴۶٬۶۰۷  نفر است. لولئو مرکز کمونی به همین نام و استان نوربوتن (Norrbotten) است.
لولئو هفتمین بندر تجاری سوئد است. قرارگیری کارخانه تولید فولاد و انجام پژوهش‌های پیشرفته، لولئو را به یک مرکز صنعت متالورژی مبدل کرده‌است. شمالی‌ترین دانشگاه فنی سوئد در این شهر قرار دارد.

## تاریخ
اولین انسان حدود ۷۰۰۰ سال پیش در لولئو سکونت داشتند. در آن زمان دریا ۱۰۰ متر بالاتر از حد کنونی قرار داشت و لولئو جزیره بود. تعداد زیادی آثار باستانی که در محل کنونی شهر باقی‌مانده نشان‌دهندهٔ آن است که انسان‌های اولیه ساکن در این محل از شرق، احتمالاً فنلاند به این محل مهاجرت کردند و از هر آنچه در دریا بدست می‌آوردند، روزگار می‌گذراندند. 
لولئو یا لولو که از زبان سامی وارد شده‌است و معنی آن آب شرقی است. اولین بار این نام در سال ۱۳۲۷ در یک سند نوشته‌شده‌است. در این سند از یک گروه چهار نفره که از طرف کشیش کلیسای اوپزالا به دلتای رودخانهٔ لوله فرستاده شدند، یاد شده‌است. بعد از جنگ میان سوئد، فنلاند و نوووگراد (روسیه)، که به گسترش پادشاهی سوئد و کلیسا شد. شمال سوئد هم به بخشی از پادشاهی سوئد درآمد. هدف از ادغام این بخش استفاده از آن به محلی برای کشت محصولات کشاورزی و ایجاد پایگاه بود. در گذشته در این محل کشاورزی شده بود، ولی قسمت‌هایی از محل کنونی شهر هنوز دست نخورده بود. گسترش کلیسا و پادشاهی منجر به ساخت کلیسای شهر قدیم در سال ۱۴۰۰ شد. نماد شهر لولئو دو کلید است. این نماد مربوط است به پطرس، ماهیگیری در کنار در دریاچهٔ طبریه. کلیسای که در شهر قدیم قرار داشت به یاد پطرس نامگذاری شده‌بود. از این رو نماد شهر هم از پطرس گرفته شد. شهر لولئو در سال ۱۶۲۱ در کنار این کلیسای قرون وسطی در شهر قدیم تأسیس شد.
در همان زمان این شهر محلی برای تجارت و بندری برای مراوده با جنوب، به خصوص استکهلم بود. بندر موجود در شهر قدیم جوابگوی نیازهای تجاری شهر نبود و از این رو شهر در سال ۱۶۴۹ حدود ۱۰ کیلومتر از محل کنونی خود فاصله داشت. با این حال تعدادی از ساکنان شهر قدیم از رفتن به شهر جدید سر باز زدند. پادشاه برای حل مشکل به حکم شاهانه متوسل شد. این شهر در آن زمان برای مدتی محلی برای تجارت ماهی، چرم، چوب و قطران بود.
شهر جدید لولئو تا پایان قرن ۱۸ میلادی به آرامی گسترش می‌یافت. تا این زمان هنوز فضای روستا بر این شهر حاکم بود. یکی از دلایل احتمالی رشد اندک شهر را می‌توان حمله‌های متناوب روس‌ها، کوساک‌ها و دیگران به شهر و غارت شهر به دست آنان دانست. دیگر دلیل عدم رشد شهر آتش‌سوزی‌های بزرگی بود که شهر را تا مرز نابودی کشاند. کارل لینه که در سال ۱۷۳۲ از این شهر دیدن کرد، آن را روستای زیبا توصیف می‌کند. این روند تا ۵۰ سال دیگر ادامه داشت تا سرمایه‌گذاری‌های بزرگ از جنوب سوئد در لولئو انجام گرفت که باعث ایجاد صنایع مختلف و افزایش جمعیت در این شهر شد.
کارل فدریک لیلیوالک در صنایع کشتی‌سازی در این شهر سرمایه‌گذاری کرد. پس از او کریستین گولتساو کارخانهٔ کشتی‌سازی خود را راه‌اندازی کرد. در این کارخانه کشتی‌هایی مدرن تولید می‌شد. با ایجاد صنایع و نیاز به کارگر و پیشرفت‌هایی که در کشاورزی شد، جمعیت لولئا بین سال‌های ۱۸۵۰ تا ۱۹۰۰ دو برابر شد. بین سال‌های ۱۸۵۰ تا ۱۹۰۰ تغییرات گسترده‌ای در این شهر انجام گرفت. مرکز شهرستان و محل اقامت فرماندار در سال ۱۸۵۶ به شهر منتقل شد. چند سال بعد اولین بیمارستان شهر ساخته شد. در سال ۱۸۵۷ اولین بانک شهر تأسیس شد. ۱۸۸۳ اولین خط تلفن به این شهر رسید. ۱۸۸۳ اولین قسمت صنایع سنگین شهر که ذوب آهن بود ایجاد شد. این کارخانه‌ها با استفاده از راه‌آهن با گلیواره و شمال متصل بودند. در همین زمان خطوط کشتیرانی بخاری بین لولئو و استکهلم ایجاد شد. این تغییرات در صنایع و فعالیت‌های اقتصادی باعث تغییر در ساختار اجتماعی شهر شد. شهر برای اولین بار اعتصاب‌های کارگری، نهادهای کارگری و فعالیت‌های سیاسی وابسته با آن را تجربه کرد.
با گذشت زمان از فعالیت‌های کشاورزی شهر کاسته‌شد و مزرعه‌ها جای خود را به کارخانه‌ها دادند. تلاش‌های زیادی در قرن ۱۸ و ۱۹ میلادی برای استفاده از منابع آهن موجود در منطقه انجام گرفت که همگی کوتاه مدت یا بی‌ثمر بود. این شرایط ادامه داشت تا در سال ۱۹۴۰ با تصویب پارلمان سوئد کارخانهٔ اس‌اس‌آب در این شهر تأسیس شد. از این پس لولئو به شهر بندر و فولاد مشهور شد. این پیشرفت‌ها باعث تبدیل این شهر به بزرگترین شهر نوربوتن گردید.
شهر کنونی لولئو نتیجه به هم پیوستن سه شهر مختلف در سال ۱۹۶۹ میلادی است. در آن سال شهرداری‌های سه شهر لولئو، ندرلولئو و روئنو با یک دیگر متحد شدند و نتیجه آن شهرداری لولئو شد که مساحتی بالغ بر ۱۸۱۰ کیلومتر مربع را شامل می‌شود.

## جغرافیا
لولئو شمالی‌ترین مرکز استان در سوئد است. جمعیت آن حدود ۷۴۰۰۰ نفر و وسعت آن ۲۱۱۰ متر مربع می‌باشد. در عین حال این شهر ساحلی با مساحت ۲۷۴۷ کیلومتر مربع دارد. دریاچه‌های این شهر وسعتی بالغ بر ۱۴۰ کیلومتر مربع دارند. در استان توربوتن این شهر یکی از جنوبی‌ترین مناطق می‌باشد. از میان شهرهای استان نوربوتن، لولئو یکی از معدود شهرهایی است که زیر مدار شمالگان قرار دارد. با این حال این شهر به علت شکست نور در اتمسفر خورشید نیمه شب را تجربه می‌کند. البته این پدیده محدود به میدسامر (۲۱ ژوئن) است.

### جغرافیای طبیعی
لولئو تحت تأثیر آب و هوای قطبی است و دارای تابستان‌ها کوتاه و ملایم و زمستان‌ها طولانی و سرد است. رطوبت هوا در این محل اندک است. بارندگی سالنه در این شهر حدود ۵۰۶ میلی‌متر است. بیشترین بارندگی در ماه‌های اکتبر تا ژانویه اتفاق می‌افتد. میانگین دمای شهر در سال ۱.۶ درجهٔ سانتی‌گراد است. تابش خورشید در این شهر هم به‌طور متوسط ۱۷۷۱ ساعت در سال بوده‌است. تابش در ماه ژوئن بیشترین میزان حدود ۳۱۶ ساعت است و در ماه دسامبر به کمترین میزان ۱ ساعت می‌رسد.
| آب و هوای لولئو         | آب و هوای لولئو | آب و هوای لولئو | آب و هوای لولئو | آب و هوای لولئو | آب و هوای لولئو | آب و هوای لولئو | آب و هوای لولئو | آب و هوای لولئو | آب و هوای لولئو | آب و هوای لولئو | آب و هوای لولئو | آب و هوای لولئو | آب و هوای لولئو |
|                         | ژانویه          | فوریه           | مارس            | آوریل           | مـــــه         | ژوئـن           | ژوئیـه          | اوت             | سپتامبر         | اکتبـر          | نوامبر          | دسامبر          | سـال            |
| ----------------------- | --------------- | --------------- | --------------- | --------------- | --------------- | --------------- | --------------- | --------------- | --------------- | --------------- | --------------- | --------------- | --------------- |
| گرم‌ترین C°              | -۶٫۰            | -۵٫۶            | -۱٫۰            | ۴٫۰             | ۱۱٫۱            | ۱۷٫۳            | ۲۰٫۰            | ۱۷٫۵            | ۱۱٫۹            | ۵٫۵             | -۰٫۸            | -۰۴٫۵           | ۳۲٫۲            |
| میانگین گرم‌ترین‌ها C°    | -۱۰٫۱           | -۹٫۶            | -۵٫۱            | ۰٫۲             | ۶٫۶             | ۱۲٫۹            | ۱۵٫۹            | ۱۳٫۷            | ۸٫۴             | ۲٫۷             | -۳٫۸            | -۸٫۳            | ۲۸٫۴            |
| میانگین سردترین‌ها C°    | -۱۰٫۱           | -۹٫۶            | -۵٫۱            | ۰٫۲             | ۶٫۶             | ۱۲٫۹            | ۱۵٫۹            | ۱۳٫۷            | ۸٫۴             | ۲٫۷             | -۳٫۸            | -۸٫۳            | -۲۸٫۶           |
| سردترین C°              | -۱۴٫۸           | -۱۴٫۳           | -۹٫۵            | -۳٫۸            | ۲٫۰             | ۸٫۵             | ۱۱٫۸            | ۹٫۹             | ۴٫۹             | -۰٫۴            | -۷٫۳            | -۱۲٫۶           | -۴۱٫۵           |
| بارش mm                 | ۵۴٫۰            | ۴۲٫۰            | ۴۲٫۰            | ۳۰٫۰            | ۳۶٫۰            | ۳۶٫۰            | ۴۲٫۰            | ۴۸٫۰            | ۴۸٫۰            | ۵۴٫۰            | ۶۰٫۰            | ۵۴٫۰            | ۵۰۶             |
| منبع: فرمانداری نوربوتن |                 |                 |                 |                 |                 |                 |                 |                 |                 |                 |                 |                 |                 |

### پوشش گیاهی و جانوری
قسمت ساحلی لولئو از تعدادی مجمع‌الجزایر به هم پیوسته تشکیل شده‌است، در کنار این جزایر گیاهان دریایی متنوعی نظیر نخود سبز دریایی و انواع میخکیان رشد می‌کنند.